# 水谷徹
水谷徹（日语：水谷 とおる，3月11日—），日本男性插畫家、原畫家，千葉縣出身，代表作為日本成人遊戲《同窗會》系列。
別名甲斐智久（かい ともひさ）在一般向遊戲擔任人物設定等，其中《青澀之戀》是他的代表作品。
即使作為自己的興趣，也有在官方網站列舉以前參加過的作品。

## 人物簡介
1996年8月，開始與小說家山本哲也一起組成同人團體「Crank.In」（クランク·イン），並為小說負責封面及插圖，在Comic Market的同人誌即賣會為據點從事小說的創作和販售。
1999年8月13日，以甲斐智久的名義發行自身的同人創作，一度讓外界以為水谷和甲斐這兩位是不同人，後來判明是同一個人。
2013年近況主要在Comic Market繼續從事同人創作活動。

## 作品列表

### 水谷徹名義
- 同窗會 ～Yesterday Once More～（日语：同窓会 (ゲーム)）（FAIRYTALE〈IDES〉）－原畫[1]
- 同窗會 Memorial Package（FAIRYTALE）
- FRIENDS ～閃耀的青春～（NEC Interchannel）－原畫[1]
- 同窗會again（F&C）－原畫[1]
- 同窗會refrain（F&C）－原畫[1]
- 同窗會2 again & refrain（Interchannel）
- L' Heure Bleue（F&C HARDCOVER）

### 甲斐智久名義
- 青澀之戀（NEC Interchannel）－人物設定[1]
- 青澀之戀2（NEC Interchannel）
- 青澀之戀 ～約束（NEC Interchannel）
- 青澀之戀Prelude（NEC Interchannel）－人物設定[1]
- Marginal Prince —月桂樹的王子們—－人物設定、原畫[1]
- ～～ へ－人物設定
- 奇蹟列車－人物設定
- 坡道物語（日语：坂物語り）－封面、折頁插圖

## 外部連結
- （日語）（2009年2月7日的檔案館）
- （日語）－Crank.In官網。
- Crank.In的Facebook專頁 （日語）
- Crank.In的X（前Twitter） （日語）